# Григор-Амам
Григор Амам (Аревелци, Барепашт)  — армянский князь Хачена во второй половине IX века, учёный, поэт.

## Биография
Являлся одним из потомков княжеского рода Михранидов. Имел 5 сыновей. Княжество Григор Амама охватывал весь Восточный край а также закуринский Камбечан. На короткое время ему удалось даже «возобновить упраздненное царство Алуанка». Это царство, просуществовавшее всего несколько лет, изначально находилась под сюзеренитом армянского царя. Сохранились 2 надписи Григор-Амама, один в Гегаркунике (где он называет себе Григор Атрнерсехян) датированный 881 г., другой вблиз Арцахского Тигранакерта.
После смерти Григора-Амама в середине 890 г. его сыновья окончательно стали вассалами Армянского царства Багратидов. Старший сын Апули был убит братом Смбатом. Сын Смбат был властителем земель вокруг Гандзасара, т. е. собственно области Хачен, Васак правил над Верхним Хаченом. Другой сын Атрнерсех (не путать с Атрнерсехом сыном Сахля), стал властителем закуринской области Шаки-Камбечан. Как отмечает арабский автор Масуди, «Царь шекинов во время составления этой нашей книги Адернерсэ-ибн-Хамам, как его называют».
Автор трактата «Вопрощения и ответы» (856—865 гг.). От его имени сохранилась также шаракан акростих. Автор толковании грамматики Дионисия Фракийского и некоторых других сочинении. Его грамматический труд является главным образом богословским.

### Комментарии
1. ↑  Буквальный перевод на араб. имени Григор, означающего «бдительный», «заботливый». Аревелци — по-армянски «из Востока». Обозначение места жительства или прозвище. Барепашт— по-армянски «благочестивый»